# Brachetto
 (janvier 2024).
Si vous disposez d'ouvrages ou d'articles de référence ou si vous connaissez des sites web de qualité traitant du thème abordé ici, merci de compléter l'article en donnant les références utiles à sa vérifiabilité et en les liant à la section « Notes et références ».

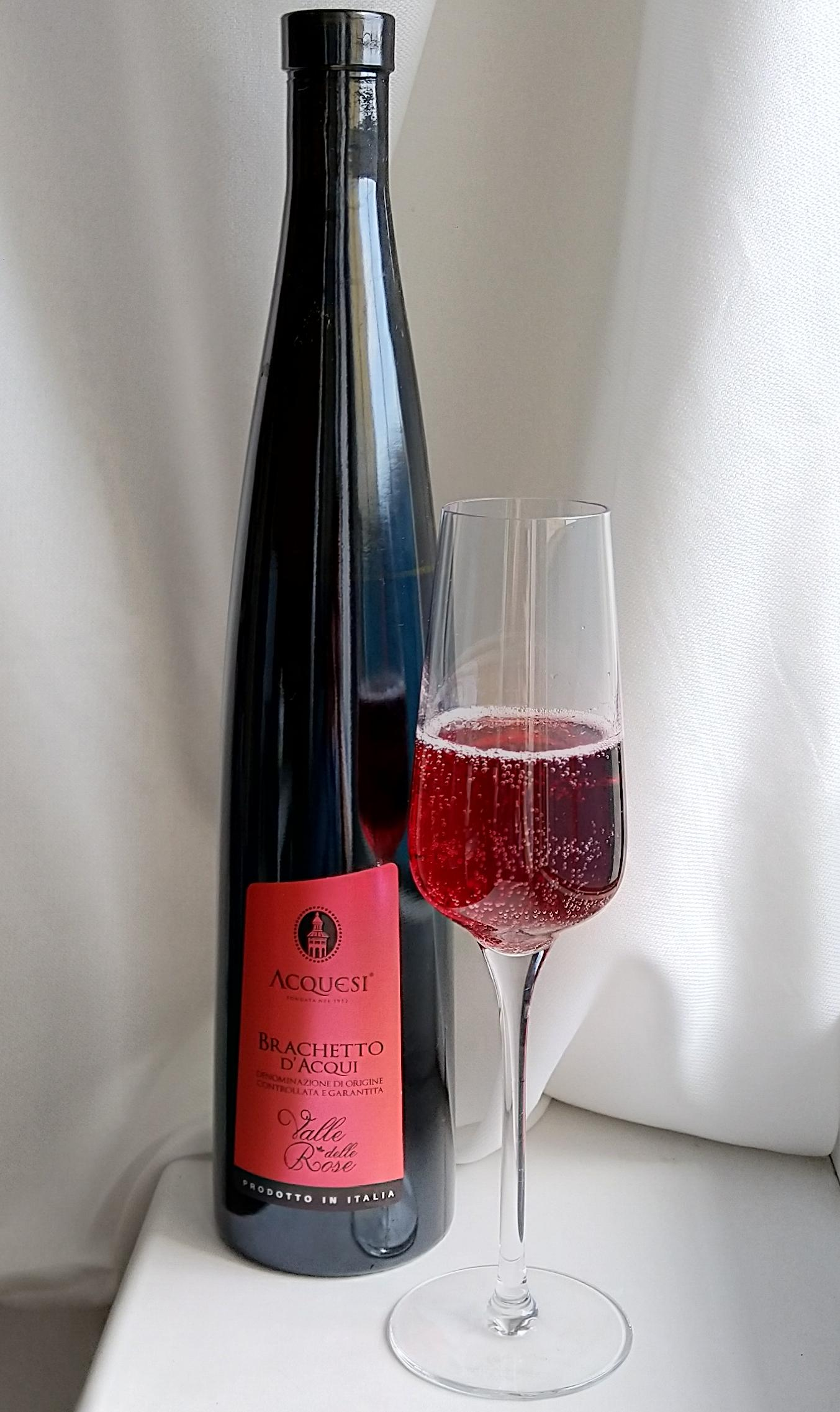

Le brachetto est un cépage italien épicé, fruité et aromatique cultivé presque exclusivement dans le sud du Piémont. De croissance faible et de rendement moyen, il arrive à maturité à la mi-septembre et donne un vin rouge rubis, à l'arôme délicat de muscat et de roses. Vin généralement doux.